# The Mega Tower
The Mega Tower est un gratte-ciel en construction à Mandaluyong aux Philippines. Il s'élèvera à 250 mètres. Son achèvement est prévu pour 2020. 